# Убежища в Средние века
Убежища в Средние века — понятие церковного права убежища (азиля), расширенное в Средние века папским авторитетом на кладбища, монастыри, епископские дома и церковные богадельни.

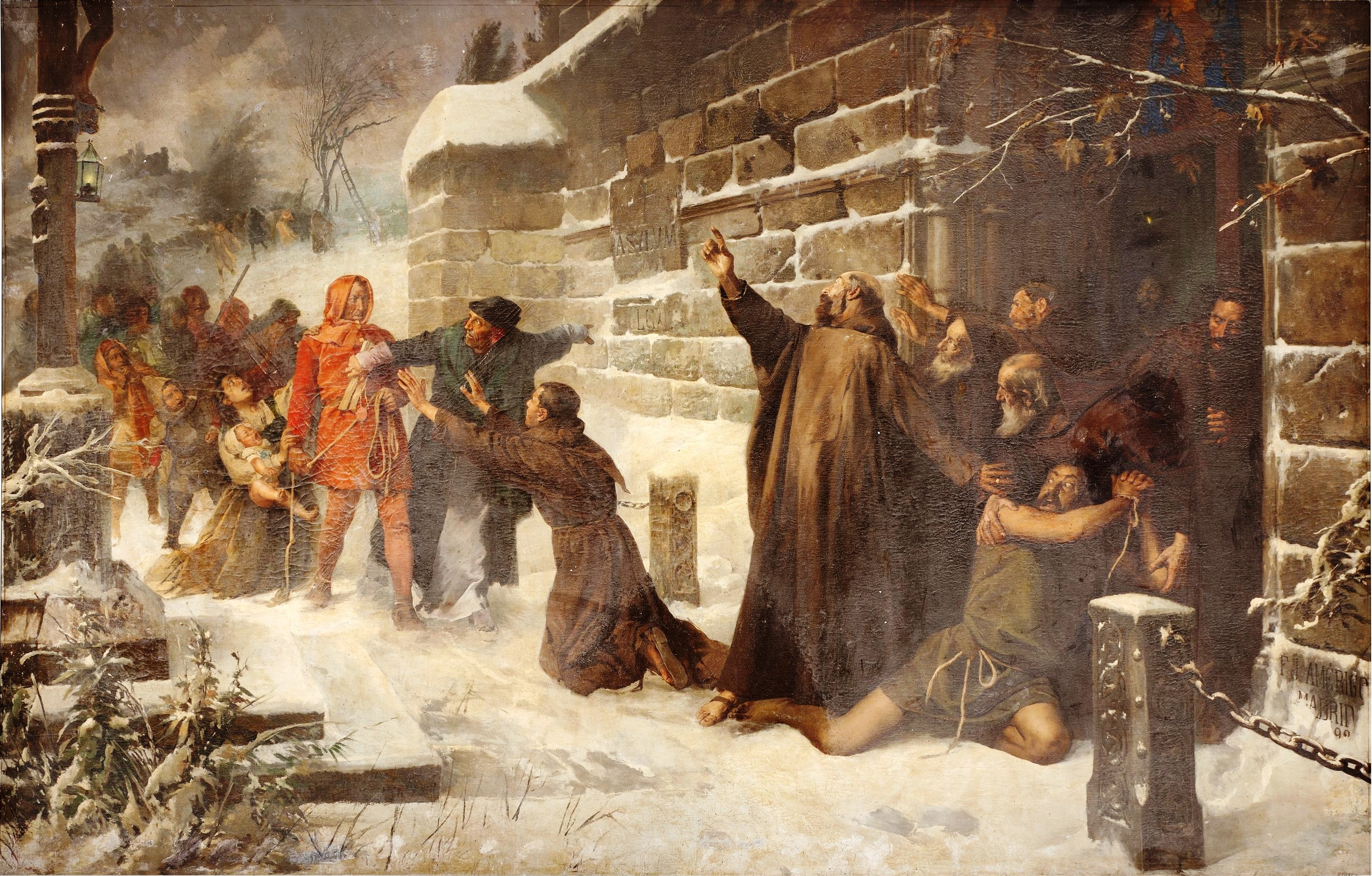
«Право убежища», картина Франциско Ксавьера Америго (1892 год)

Нарушитель неприкосновенности убежищ подвергался церковному проклятию и гражданскому наказанию. Преступники в поисках убежища могли выдаваться гражданским судьям, но с условием не подвергать их смертной казни или увечью. По примеру церковного убежища императоры, а затем и удельные хозяева давали некоторым городам право быть местом убежища для определённого рода преступников. Например, город Ройтлинген служил убежищем для совершивших убийство в пылу гнева.
Христианский храм являлся главным убежищем довольно долго. Такое убежище имело огромное значение в варварских государствах, принявших христианство, но постепенно чистое церковное убежище стало терять своё значение по трём причинам:
- того обстоятельства, что некоторые папы косвенно отрицали право церковного убежища для лиц, совершивших особенно тяжкие преступления;
- упадка авторитета церкви во вторую половину средних веков;
- распространение других форм убежищ, — смешанной и чисто светской.

С установлением в западных обществах твёрдого порядка, законности и с утверждением начала независимости государства от вмешательства папской власти, церковное право убежища и подобное право привилегированных городов мало-помалу пришли в забвение. Ордонанс (указ) Франциска I (1539) во Франции и закон 1624 года в Англии уничтожили церковное право убежища.

## Типы убежищ

### Религиозные
Во Франции
Классическим типом смешанного церковно-светского убежища являлись совте, так называемые французские «свободные поселения» (фр. sauvetés, от salvitates, salvae terrae), то есть «спасённые» земли, — отличавшиеся от первоначального представления о религиозном убежище.
Первоначальная презумпция заключалась в том, что проступок, совершённый в стенах церкви или монастыря, сильнее карается в загробной жизни; при этом проступком считалась и расправа с лицами, подлежащими наказанию. Вообще священная ограда не могла быть осквернена. В смутную эпоху феодальной анархии, когда всякое место, обеспечивающее человеку защиту, считалось драгоценной находкой и привлекало поселенцев, церкви и особенно монастыри пользовались связанной с храмом идеей убежища в целях собственной выгоды, ибо поселение, выраставшее в монастырской ограде, являлось источником доходов. Но с двумя неудобствами: во-первых, ограда была чересчур тесна, а во-вторых, трудно было питать уверенность в том, что соседний барон не вздумает в один прекрасный день напасть на поселение.
Свободное поселение устраняло оба неудобства: место поселения расширялось, и при помощи всяческих торжественных обрядов на расширенное место переносились права убежища, а во-вторых, соседние бароны клятвенно обязывались наказывать всякого нарушителя священной черты. В совте преобладал религиозный элемент, но мало-помалу в течение XI века появился смешанный тип убежищ, но с преобладанием светского элемента.
В Германии
В Германии религиозное убежище никогда не играло той роли, какую оно сыграло во Франции, стране, где христианство было принято раньше и сделало огромные успехи еще в римскую эпоху. В Германии идея убежища была по преимуществу светской идеей.

### Смешанные
Такими убежищами были сёла или замки, основанные светскими баронами и ими же поставленные под покровительство какого-нибудь святого, обыкновенно патрона ближайшего монастыря; такие поселения объявлялись столь же неприкосновенными, как и храм, что было нетрудно сделать при помощи различных торжественных обрядов. Здесь принцип неприкосновенности исходил ещё из религиозной идеи, но постепенно исчезла необходимость связывать одно с другим, и появился новый тип убежищ — светский.

### Светские
Во Франции
В различных частях Франции они носили различные наименования: вольный город (фр. villefranche или bourg franc), libertos, francitos. Идея убежища постепенно отрывается от храма и прирастает к поселению. Особенно плодотворной она оказывалась в процессе возникновения и развития средневековых городов.
Поселение, обладавшее убежищем, росло ускоренным темпом, ведь убежище привлекало новых жителей; увеличение количества жителей делало поселение более активным участником экономической жизни. Эпоха, когда убежище прикрепляется к поселению, почти совпадает с эпохой хозяйственного переворота и возрождения торговли, что в свою очередь содействует приливу населения в город. Оба процесса идут об руку и ведут к росту городов.
В Германии
В Германии идея убежища была по преимуществу светской идеей, она была тесно связана с другим представлением, которое проглядывает и во французских свободных поселениях, но там имеет другой источник. Это идея особенного «мира».
Если поселение наделено особенным миром, то это значит, что преступление, совершённое в его черте, карается сильнее, чем преступление, совершённое в другом месте. По немецкому праву каждое огороженное место пользовалось особым миром, но место укреплённое пользовалось высшим миром, ибо укреплённое место было бургом (нем. Burg — «крепость»), а право строить бург — королевская регалия. Король передавал свои прерогативы бургу. Поэтому в Германии нарушение мира в бурге каралось высшим королевским штрафом в 60 солидов.
Город был бургом; следовательно, он также пользовался особенным миром. А всякое место, пользующееся особенным миром, по немецкому праву было в то же время убежищем. Таким образом, в Германии идея светского убежища возникла самостоятельно, хотя первоначальный общий источник её тот же, что во Франции; только во Франции идея проходит от классической древности через всю римскую историю, а в Германии — восходит к источнику непосредственно.
Убежище защищало от всякого насилия; оно не знало разницы между самовольным насильственным действием и приведением в исполнение приговора власти. Следовательно, в городе не могло быть приведено в исполнение наказание, к которому приговорён преступник. Исключение было только одно: когда наказание должно было пасть на человека, совершившего преступление в черте города, мир не охранял нарушителей своих норм.
Местом убежища средневековый город делался поневоле: ему нужны были люди; он принимал преступников, снимал с них клеймо, восстановливал их в правах; таков принцип колонизации.